# Blue Exorcist, le film
Pour plus de détails, voir Fiche technique et Distribution.
Blue Exorcist, le film (青の祓魔師 -劇場版-, Ao no ekusoshisuto: Gekijōban) est un film japonais réalisé par Atsushi Takahashi, sorti en 2012.

## Synopsis
Rin Okumura et ses compagnons exorcistes partent en mission pour vaincre un « train fantôme ». À la suite du combat, les exorcistes trouvent un démon à l'apparence enfantine inconscient et la tâche est confiée à Rin de le surveiller le temps de savoir qui il est et s'il est une menace pour les humains ou non. 

## Fiche technique
- Titre : Blue Exorcist, le film
- Titre original : 青の祓魔師 -劇場版- (Ao no ekusoshisuto: Gekijōban)
- Réalisation : Atsushi Takahashi
- Scénario : Reiko Yoshida d'après le manga Blue Exorcist de Kazue Katō
- Musique : Hiroyuki Sawano
- Photographie : Toru Fukushi
- Montage : Takeshi Seyama
- Production : Manabu Endō, Shin Furukawa, Takamitsu Inoue, Kozue Kaneniwa, Yoshiko Kiriyama, Hiroo Maruyama, Tetsuto Motoyasu, Arimasa Okada et Miho Ueda
- Société de production : Aniplex et A-1 Pictures
- Pays :  Japon
- Genre : Animation, aventure et fantasy
- Durée : 88 minutes
- Dates de sortie : 
  -  Japon : 28 décembre 2012
  -  France : 6 novembre 2013 (vidéo)

## Doublage
- Nobuhiko Okamoto : Rin Okumura
- Jun Fukuyama : Yukio Okumura
- Kana Hanazawa : Shiemi Moriyama
- Kazuya Nakai : Ryuji Suguro
- Kōji Yusa : Renzo Shima
- Yûki Kaji : Konekomaru Miwa
- Eri Kitamura : Izumo Kamiki
- Ayahi Takagaki : Kuro
- Rina Satō : Shura Kirigakure
- Daisuke Ono : Arthur Auguste Angel
- Hiroshi Kamiya : Mephisto Pheles
- Keiji Fujiwara : Shiro Fujimoto
- Rie Kugimiya : Usamaro
- Hidenobu Kiuchi : Liu Cheng-long

## Box-office
Le film a rapporté 6 millions de dollars au box-office.